# 바이오자바
바이오자바(BioJava)는 1995년 케임브리지 MRC 센터의 박종화가 아스트리드 라인하르트와 시작한 자바를 이용한 생명정보 분석 모듈프로젝트이다. 바이오펄의 자매 프로젝트이다.

## 바이오자바를 사용한 프로젝트
다음의 프로젝트는 바이오자바를 이용한다.
- Metabolic Pathway Builder
- DengueInfo
- Dazzle[깨진 링크(과거 내용 찾기)]
- BioSense 보관됨 2011-10-01 - 웨이백 머신
- Bioclipse
- PROMPT 보관됨 2008-06-18 - 웨이백 머신
- Cytoscape
- BioWeka
- Geneious
- MassSieve
- Strap
- Jstacs
- jLSTM
- LaJolla
- GenBeans

## 같이 보기
- 바이오펄